# Cedarville (Arkansas)
Cedarville is een plaats (city) in de Amerikaanse staat Arkansas, en valt bestuurlijk gezien onder Crawford County.

## Demografie
Bij de volkstelling in 2000 werd het aantal inwoners vastgesteld op 1133.
In 2006 is het aantal inwoners door het United States Census Bureau geschat op 1214, een stijging van 81 (7,1%).

## Geografie
Volgens het United States Census Bureau beslaat de plaats een oppervlakte van
22,7 km², geheel bestaande uit land.

## Plaatsen in de nabije omgeving
De onderstaande figuur toont nabijgelegen plaatsen in een straal van 24 km rond Cedarville.